# Бубнево 2-е
Бубнево 2-е — деревня в Порховском районе Псковской области России. Входит в состав сельского поселения «Верхнемостская волость».
Расположена на северо-западе волости, в 60 км к юго-западу от города Порхова, в 5 км к северо-западу от волостного центра Верхний Мост, в 3 км юго-западнее деревни Шемякино.
Постоянное население на конец 2000 года в деревне отсутствовало.